# Глибокий (зупинний пункт)
Глибокий (рос. Глубокий) — пасажирський зупинний пункт Свободненського регіону Забайкальської залізниці Росії, розташована на дільниці Куенга — Бамівська між станціями Уруша (відстань — 14 км) і Улягір (17 км). Відстань до ст. Куенга — 699 км, до ст. Бамівська — 50 км; до транзитного пункту Каримська — 931 км. До 2020-х — станція.